# Nyodes succincta
Nyodes succincta är en fjärilsart som beskrevs av Emilio Berio 1973. Nyodes succincta ingår i släktet Nyodes och familjen nattflyn. Inga underarter finns listade i Catalogue of Life.